# Высокоярское сельское поселение
Высокоярское се́льское поселе́ние — муниципальное образование в Бакчарском районе Томской области Российской Федерации.
Административный центр — село Высокий Яр.

## История
Статус и границы сельского поселения установлены Законом Томской области от 9 сентября 2004 года № 194-ОЗ «О наделении статусом муниципального района, сельского поселения и установлении границ муниципальных образований на территории Бакчарского района»

## Население
| 2002  | 2010  | 2012  | 2013  | 2014  | 2015  | 2016  |
| ----- | ----- | ----- | ----- | ----- | ----- | ----- |
| 1388  | ↗1601 | ↘1496 | ↘1488 | ↘1452 | ↘1416 | ↘1388 |
| 2017  | 2018  | 2019  | 2020  | 2021  |       |       |
| ↗1389 | ↘1350 | ↘1348 | ↘1344 | ↘1018 |       |       |

## Состав сельского поселения
| № | Населённый пункт | Тип населённого пункта       | Население |
| - | ---------------- | ---------------------------- | --------- |
| 1 | Богатырёвка      | село                         | ↘182      |
| 2 | Высокий Яр       | село, административный центр | ↘470      |
| 3 | Крыловка         | деревня                      | ↘107      |
| 4 | Панычево         | деревня                      | ↘98       |
| 5 | Пчёлка           | деревня                      | ↘87       |
| 6 | Хуторское        | деревня                      | ↘74       |

### Упразднённые населённые пункты
Светлозелёное — упразднённая в 2004 году деревня.

## Местное самоуправление
Глава поселения — Десяткова Татьяна Порфирьевна.